# Mermessus fractus
Mermessus fractus är en spindelart som först beskrevs av Alfred Frank Millidge 1987.  Mermessus fractus ingår i släktet Mermessus och familjen täckvävarspindlar.
Artens utbredningsområde är Costa Rica. Inga underarter finns listade i Catalogue of Life.